# Île Souchounlagré
Île Souchounlagré (Suchun Lagre, Asuleka Island) ist eine kleine Insel in der Provinz Sanma im pazifischen Inselstaat Vanuatu.

## Geographie
Die Île Souchounlagré liegt zwischen Aore und Malo nur 20 Meter vor der Nordküste von Malo mit dem See Paounkaraï. Sie hat ein Gegenstück in der Insel Île Ratoua vor der Südküste von Aore. Eine weitere Insel im Wawa Channel (Bruat Channel), der schmalen Wasserstraße zwischen Aore und Malo ist Île Wékésa im Westen.

## Klima
Das Klima von Souchounlagré ist feucht-tropisch. Die Jahresniederschlagsmenge liegt bei 3000 mm. Oft wird die Insel durch Zyklone und Erdbeben heimgesucht.